# Dasyphora stackelbergiana
Dasyphora stackelbergiana är en tvåvingeart som beskrevs av Sychevskaya 1967. Dasyphora stackelbergiana ingår i släktet Dasyphora och familjen husflugor. Inga underarter finns listade i Catalogue of Life.